# 周凤 (彭湃母亲)

1956年11月16日，毛泽东在北京接见彭湃母亲周凤（与毛泽东握手者）。右为黄继光的母亲邓芳芝。

周凤（1871年2月23日—1973年3月12日），中国广东省海丰县公平镇人，彭湃的母亲。

## 生平
周凤出生于海丰公平镇平岗农家，5岁时因家境贫困被卖到公平墟米街大户黄可同家，收为婢女，后被卖到海丰桥东工商地主大户彭辛（字寿殷）家为婢，17岁时被彭辛纳为妾。
周凤到彭家后育有三子二女。三个儿子为彭汉垣、彭湃（彭汉育）、彭述（彭汉述，1903年生）。1906年，周凤35岁时丈夫彭辛及其长房妻先后病逝。儿子彭湃日后社会政治观点的形成、出身大地主家庭却主张并实践激烈的社会变革与周凤的身世背景和影响有关。彭湃从事农运，开始时周凤不甚理解并担惊受怕，但最终支持彭湃等儿孙家人闹革命。 在第一次国共合作时期曾以自家豪宅为黄埔军校东征军将领和军事顾问提供住宿会议场所。1927年4月12日，蒋介石发动清党（又称四·一二政变），周凤的长子彭汉垣、次子彭湃、幼子彭述、长孙彭陆等先后被捕枪杀。周凤在澳門、香港躲避期间，曾为周恩来、叶剑英等人提供掩护。1930年9月周凤被國民政府抓捕入狱，后被营救出狱。
1949年，中华人民共和国成立。1951年10月1日，周凤参加了中华人民共和国国庆观礼。1956年，她出席中华人民共和国全国烈属军属代表大会，被誉为“革命母亲”，受到毛泽东、刘少奇、周恩来等人的接见。
文化大革命期间，周凤被当时汕头、海丰的当权者指为“地主婆”、“毛泽东思想进不了海丰”的“黑旗”，96岁高龄仍遭到批斗致伤、在海丰入狱。时任广州军区司令员的黄永胜对批鬥彭湃亲属持默许甚至支持态度。彭湃弟媳彭述遗孀杨华等亲属赴北京急报求助，周恩来得知后关注并干预，时在广东的陈郁和王首道据此设法努力，周凤方於1968年获救，转往广州入住医院疗伤休养。
1973年，在广州逝世，享年102岁。